# Союз писателей Удмуртской Республики
 Союз писателей Удмуртской Республики  (также Союз писателей Удмуртии, СП УР; до 1991 года — Союз писателей УАССР; полное наименование — Удмуртское республиканское отделение Общероссийской общественной организации «Союз писателей России») — профессиональная общественная творческая организация, объединяющая писателей Удмуртской Республики. Является региональным отделением Союза писателей России.

## История
В 1921 году прошёл первый неофициальный съезд удмуртских писателей. В 1927 году была создана писательская организация, но по ряду причин процесс организации удмуртских писателей замедлился. Официально Союз писателей Удмуртии был учреждён на конференции писателей края 13—15 июня 1934 года на основании решения оргкомитета по созданию Союза советских писателей. Конференции предшествовала работа оргкомитета по созданию Союза писателей, организованного решением бюро Удмуртского обкома ВКП(б). В лице делегатов Кедра Митрея и Михаила Коновалова на I Всесоюзном съезде советских писателей Союз писателей УАССР поддержал создание Союза советских писателей, вошёл в его состав и начал строить свою деятельность по его Уставу. Первоначально в СП УАССР входили 14 литераторов, получивших членские билеты за подписью Алексея Максимовича Горького: Кедра Митрей, Михаил Коновалов, Григорий Медведев, Степан Бурбуров, Анатолий Писарев, Макар Волков, Иван Дядюков, Филипп Кедров, Игнатий Гаврилов, Андрей Бутолин, Александр Эрик, Ф. Пономарёв, М. Бехтерев. В 1935 году по рекомендации творческой бригады СП СССР в СП УАССР была создана первичная партийная организация ВКП(б), через которую партия осуществляла идеологический контроль и руководство творческой деятельностью писателей.
К концу 30-х годов большая часть членов Союза во главе с его председателем Кедра Митреем были осуждены по делу «СОФИН» и подвергнуты репрессиям. СП УАССР был фактически расформирован, а литераторы присоединились к Кировской писательской организации. Удмуртский Союз писателей был восстановлен в 1941 году, при этом был открыт новый счёт конференциям и съездам. В годы Великой Отечественной войны многие представители объединения ушли на фронт, кто-то помогал в полевых госпиталях — и уже вскоре были изданы первые произведения удмуртских писателей о нелёгком времени войны.
Выполняя постановление ЦК КПСС «О работе с творческой молодежью», в 80 годах при Союзе возобновило работу литературное объединение «Радуга», были организованы литературные семинары для молодых литераторов Удмуртии, которыми руководили известные поэты и писатели — Олег Поскрёбышев, Пётр Поздеев, Олег Хлебников, Владимир Емельянов и др. При содействии издательства «Удмуртия» были изданы коллективные сборники и первые книги начинающих авторов.

## Председатели правления
- Кедра Митрей (1934—1937);
- Игнатий Гаврилов (1941);
- Афанасий Лужанин (1944—1950);
- Михаил Петров (1950 — 1952);
- Андрей Бутолин (1956—1963);
- Геннадий Красильников (1963—1974);
- Флор Васильев (1974—1978);
- Генрих Перевощиков (1979—1981);
- Александр Шкляев (1981—1984);
- Семён Самсонов (1984—1993);
- Олег Четкарёв (1993—1999);
- Егор Загребин (1999—2014);
- Пётр Захаров (2014—н. в.).

## Печатный орган
С 1935 года Союз писателей Удмуртии имеет свой печатный орган — журнал «Молот» (с 1991 года носит название «Кенеш»).